# Tianna Hawkins
Tianna Marie Hawkins (Washington, 2 marzo 1991) è un'ex cestista statunitense, professionista nella WNBA.

## Carriera
È stata selezionata dalle Seattle Storm al primo giro del Draft WNBA 2013 con la 6ª chiamata assoluta.

## Palmarès
- Campionato WNBA: 1

Washington Mystics: 2019